# Kévin Gameiro
Kévin Gameiro (* 9. května 1987, Senlis, Francie) je francouzský fotbalový útočník a reprezentant, který hraje od léta 2018 ve španělském klubu Valencia CF.

## Klubová kariéra
Kévin Gameiro hrál ve Francii profesionálně v klubech RC Strasbourg, FC Lorient a Paris Saint-Germain FC. S PSG vyhrál v sezoně 2012/13 Ligue 1.
V červenci 2013 přestoupil za odhadovanou částku 10 milionů eur do Španělska do týmu Sevilla FC, kde podepsal pětiletý kontrakt.
Se Sevillou se probojoval do finále Evropské ligy 2013/14, v němž jeho tým porazil portugalskou Benfiku Lisabon až v penaltovém rozstřelu (4:2, po prodloužení byl stav 0:0). Gameiro (stejně jako ostatní tři hráči Sevilly) svůj penaltový pokus proměnil. Evropskou ligu UEFA vyhrál se Sevillou i v následujících sezónách 2014/15 a 2015/16.
V létě 2016 přestoupil ze Sevilly do klubu Atlético Madrid.
V 31 letech posílil v srpnu 2018 jiný španělský celek, Valencii, za částku 16 milionů eur.

## Reprezentační kariéra
Hrál za mládežnické výběry Francie v kategoriích U18, U20 a U21.
V reprezentačním A-týmu Francie debutoval pod trenérem Laurentem Blancem 3. září 2010 v kvalifikačním zápase proti Bělorusku (prohra 0:1). Dostal se na hřiště v 80. minutě.

## Úspěchy

### Individuální
- Tým roku Ligue 1 podle UNFP – 2010/11[6]